# Pasco Sur (subte de Buenos Aires)
Pasco Sur es un andén fantasma que formó parte de la estación Pasco, perteneciente a la Línea A del subte de Buenos Aires, Argentina. Ubicado a escasos metros del funcional Pasco Norte, fue utilizado entre 1913 y 1953 para los servicios en dirección a Primera Junta (terminal oeste original de la línea hasta 2008). Actualmente permanece abandonado y tapiado desde su cierre, conservándose en su estado original por dentro.

## Ubicación
Se encuentra ubicada bajo la Avenida Rivadavia, en el cruce con las calles Pasco —prolongación sur de José Evaristo Uriburu— y Rincón —prolongación sur de Junín—, en el barrio de Balvanera, perteneciente a la Comuna 3 de la Ciudad Autónoma de Buenos Aires, Argentina.

## Hitos urbanos
La estación se encuentra en una zona comercial altamente transitada, por lo que su cobertura se enfoca más en una sumatoria de comercios que en hitos específicos. Sin embargo, puede destacarse:
- Casa del Pueblo[4]

## Historia

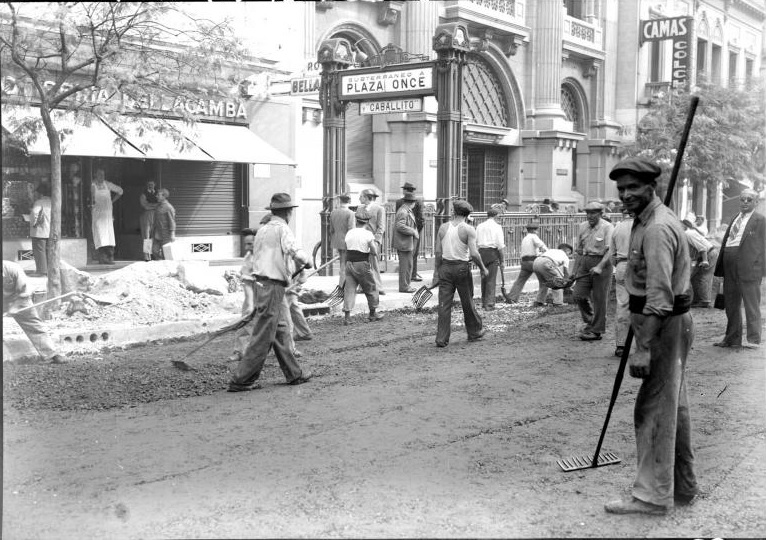
Boca de acceso junto a la Casa del Pueblo en una obra de pavimentación de la Avenida Rivadavia en 1938.

La estación Pasco fue inaugurada el 1° de diciembre de 1913 como parte del primer tramo del Subte de Buenos Aires, que unía las estaciones Plaza de Mayo y Plaza Miserere. Fue nombrada en conmemoración de la Batalla de Pasco, librada el 6 de diciembre de 1820 en la ciudad peruana de Cerro de Pasco.
Tenía la particularidad de no tener ambos andenes enfrentados, sino que existía una diferencia de unos metros entre ambos. Se cree que esto se debe al angostamiento de la Avenida Rivadavia en esa sección de la traza, ya que en esa época el subterráneo se construía al aire libre. También, con este «desfasaje» de las estaciones lograría una mejor cobertura de los 1,3 kilómetros que median entre la estación Congreso y Plaza Miserere.
Otro motivo de la singularidad de las semiestaciones, fue que se habría hecho coincidir sus ubicaciones con antiguas paradas de tranvía. También se sostiene que la causa fue una menor consistencia del suelo en el lugar, que sólo permitió construir medias estaciones.
Hacia la década de 1950, la Corporación de Transportes de la Ciudad de Buenos Aires realizaba diversas reformas en la línea de subte. Estas reformas también alcanzarían a las estaciones Pasco y Alberti cuyos andenes sur y norte respectivamente fueron clausurados. El sitio oficial de Subterráneos de Buenos Aires data el cierre en 1951, pero según el Anuario de la empresa estatal Transportes de Buenos Aires esto ocurrió el 6 de agosto de 1953. Sin embargo un artículo en el diario La Nación del 3 de agosto de 1951 encontrado recientemente confirmó que la fecha original de clausura fue un Lunes 6 de agosto de dicho año. Las plataformas permanecieron con sus luces apagadas a la vista del público, dando origen a múltiples versiones sobre su cierre. El andén norte de la estación Pasco siguió operando como semiestación (ya que el tren solo para en ella cuando va en una dirección).

### Motivo del cierre

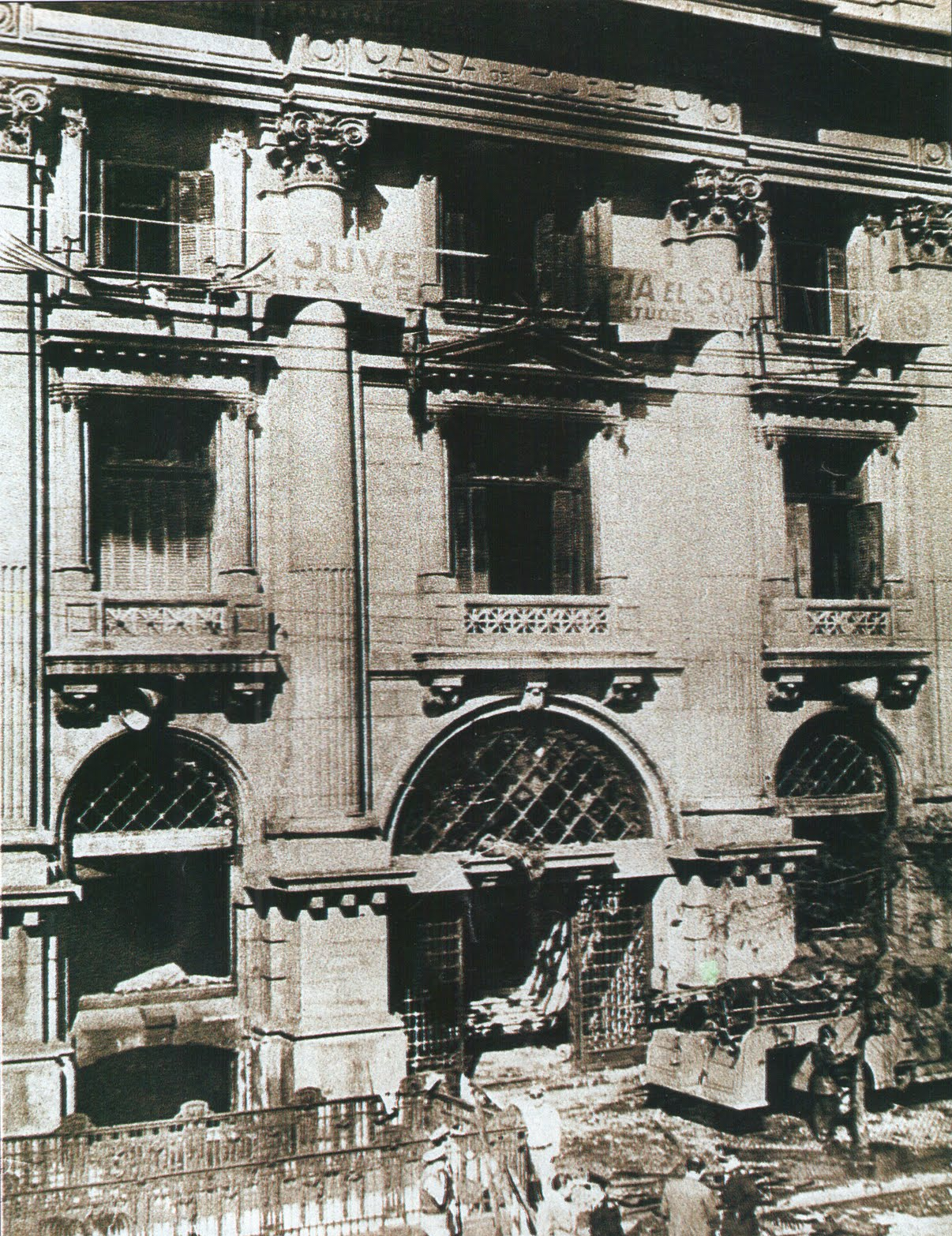
La Casa del Pueblo destruida. Abajo se observa la escalera de acceso a Pasco Sur.

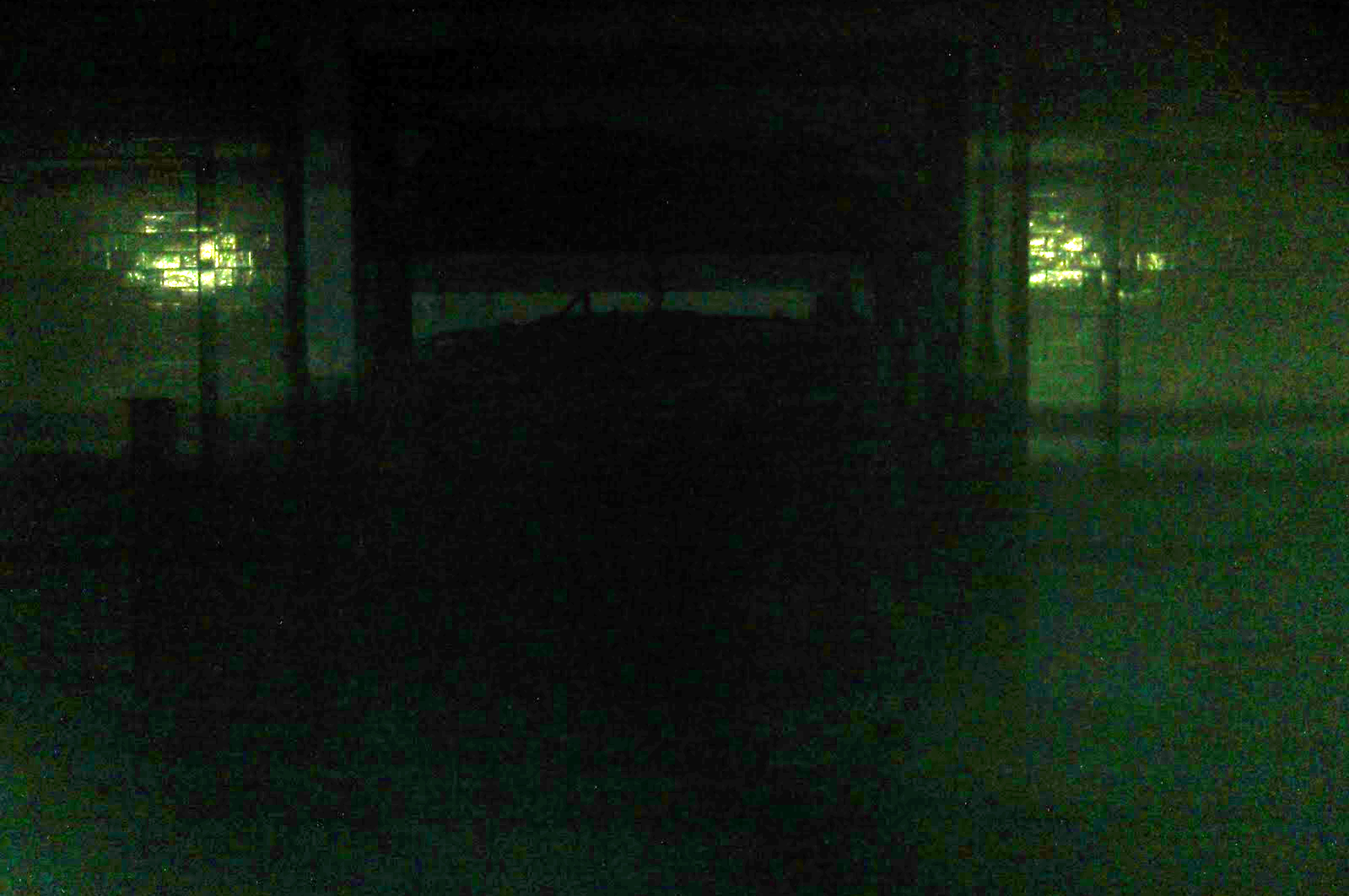
Panorama actual del andén por dentro.

Pasco Sur fue cerrada al mismo tiempo que el andén norte de Alberti, la estación posterior a Pasco. Existen varias teorías sobre el cierre de esta estación. La versión oficial dada por Metrovías al ser consultada el respecto, es escueta. Se limita a señalar que la estación fue abandonada «por cuestiones operativas» sin dar más detalles. El entonces gobierno en 1951 no explicó el motivo del cierre del andén. El más común, por lo tanto, se debe a razones funcionales.
Sobre esta primera explicación, cabe mencionar que Pasco Sur se encuentra entre dos estaciones muy cercanas entre sí (Alberti y Congreso) y que para realizar este trayecto la formación debía arrancar y frenar casi al instante. Entonces, para evitar que los trenes se detuvieran tan seguido entre estaciones muy transitadas como Plaza Miserere y Congreso, los andenes de Pasco Sur y Alberti Norte fueron cerrados. De esta forma, los trenes a Plaza de Mayo partirían de Plaza Miserere para detenerse a 525 metros en Pasco norte (habilitada), mientras que antes del cierre realizaban una parada intermedia en Alberti norte (clausurada) ubicada a 124 metros de Pasco norte. Con la reforma, los trenes que se dirigen en sentido opuesto (en ese entonces hacia Primera Junta, hoy San Pedrito) recorrerían 782 metros hasta Alberti sur y de ahí 508 metros hasta Plaza Miserere. Antes del cierre debían parar en Pasco sur, ubicada a 390 metros de Congreso, luego en Alberti sur (hoy operativa a 397 metros de la clausurada Pasco sur) y finalmente en Miserere (a 514 metros de Alberti sur).

### Estado actual

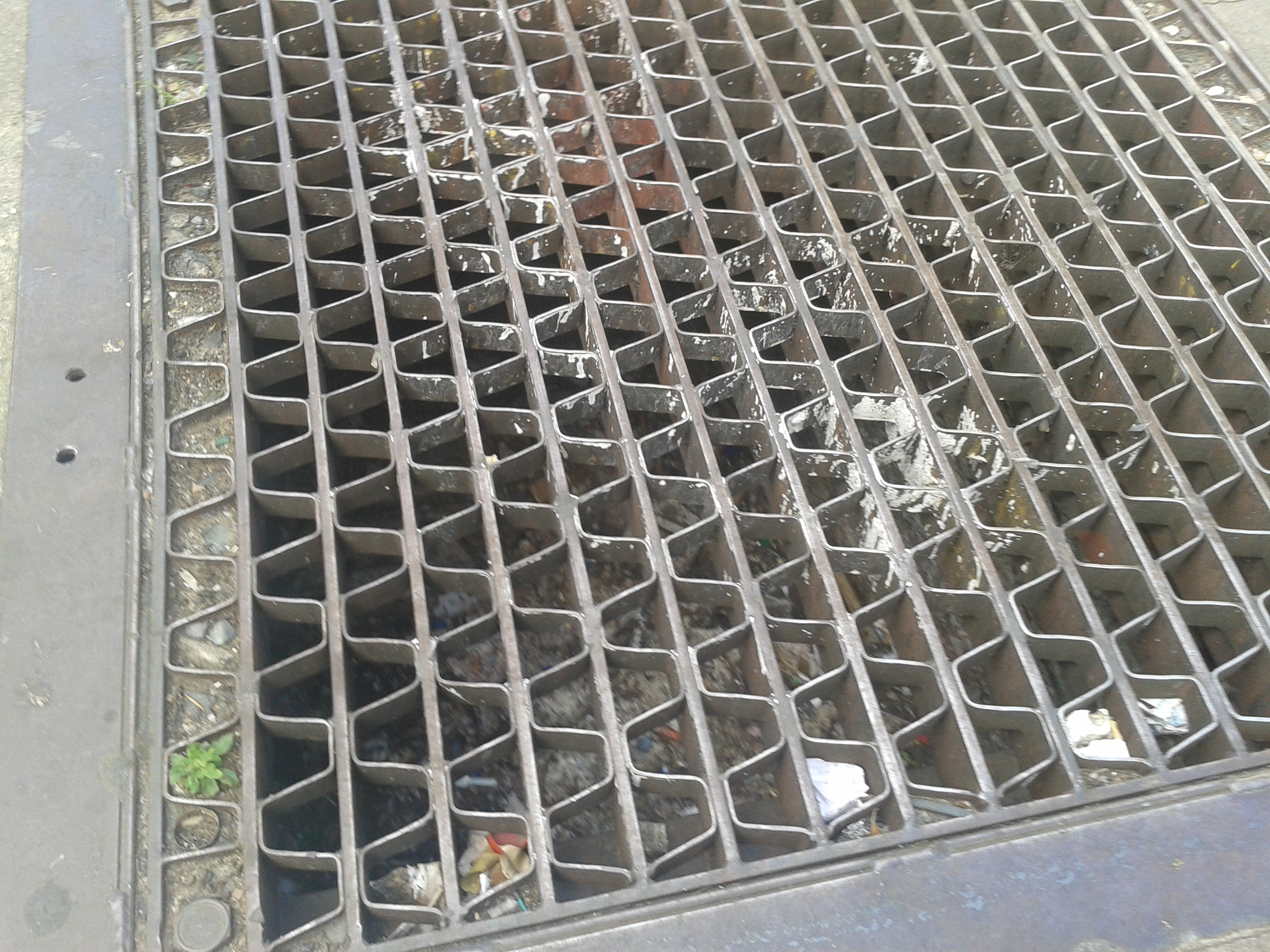
Acceso cerrado y lleno de basura.

Al poco tiempo del cierre del andén se construyó un muro de ladrillos en el borde con un espacio enrejado en su parte superior para ventilación. Allí se almacenan materiales y herramientas utilizadas en el mantenimiento de la línea. Ocasionalmente las luces en la estación quedan encendidas y se observa desde los trenes que los azulejos están intactos, como así también la boletería, los molinetes, y los carteles nomencladores de chapa enlozada. Estos estuvieron presentes en el trayecto original de la línea, algunos amurados a las paredes, mientras que otros estaban instalados en forma transversal al andén, desapareciendo hacia las décadas siguientes a 1960. En Pasco Sur, se conservan todos los carteles en todas sus ubicaciones.
Pese a que se encuentra protegida por una pared de ladrillos para que no se pueda observar desde las vías, algunas personas han logrado fotografiar parte del interior de la estación por el hueco superior del muro o por ranuras en los portones del mismo, pudiendo observar mejor el estado actual.
Donde solía estar una de las entradas a la estación, sobre la Avenida Rivadavia, existe hoy una reja. Si se mira por dentro, puede verse la antigua escalera en penumbras y cubierta de basura.
En 2022, Subterráneos de Buenos Aires anunció una futura reapertura de la estación (en la cual ya se está trabajando) pero como un museo del Subte. Se estima que tomará un año poner en valor la estación.

## Cultura

### Mitos sobre la estación

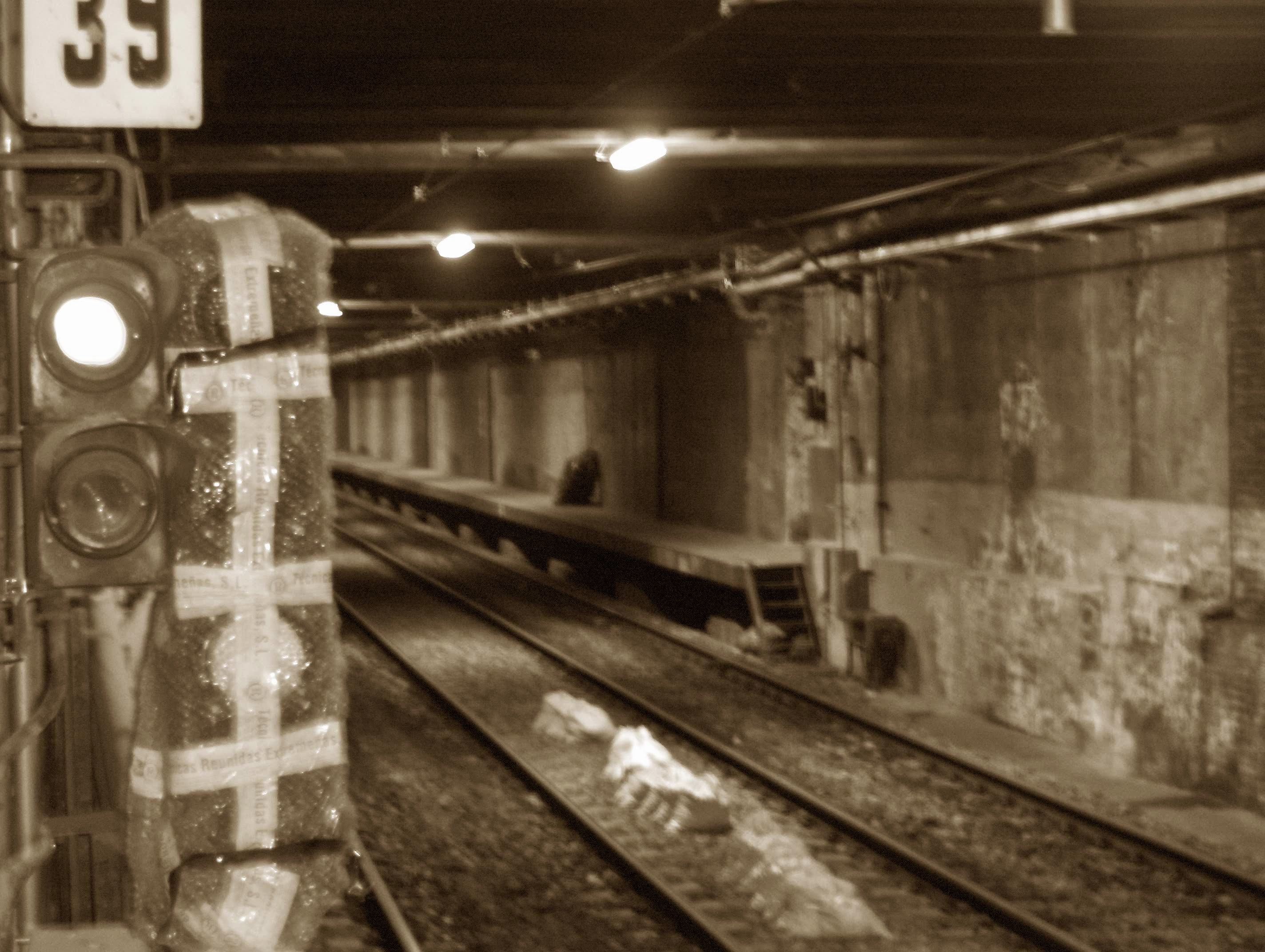
Otra vista del andén tapiado.

Debido a su clausura, esta estación ha sido protagonista de varios mitos urbanos. El más famoso (relacionado directamente a esta estación) cuenta que una novia, deprimida al haber sido abandonada por su novio en el altar se arrojó a las vías del tren entre las estaciones Pasco y Alberti. Otra versión, aún más pasional, señala que la novia fue obligada por sus padres a casarse con alguien que no amaba y que por ello decidió suicidarse. Desde entonces, varias personas habrían visto deambular por esas estaciones a un fantasma vestido de novia. Este es uno de los mitos más antiguos del Subte de Buenos Aires. Para agregarle más misterio al asunto, cuando uno se aleja de la estación Pasco Sur se puede observar una cruz blanca pintada sobre el túnel.
Guillermo Barrantes habla sobre los mitos de las semiestaciones Pasco y Alberti en su libro Buenos Aires es leyenda. Allí cuenta que hacia 1913, cuando se iniciaban las primeras excavaciones, «aseguran que se quería hacer una estación y de repente el terreno cedió, todo se derrumbó sobre dos obreros que mueren sepultados vivos» (...) «no se dijo nada, se mantuvo en secreto y se construyeron Pasco y Alberti, que son dos estaciones extrañas, como mutiladas, en las que se usa solo la mitad». En los registros periodísticos de la época no se menciona nada sobre el accidente. Ciertos «eventos» son relatados por trabajadores del Subte y pasajeros.
Otra de las apariciones más enigmáticas es la del espectro de Pancrasio, un calvo con barba que supuestamente todos los sábados a la tarde llama a quienes pasan cerca, invitándolos a pasar al andén. Aquellos osados que se animan a adentrarse en el andén abandonado declaran que no han visto nada más que escombros, es decir, que el fantasma los dejó plantados.